# Ángel Bolumar
Ángel Bolumar Montadas (* 10. März 1895 in Barcelona, Katalonien; † 22. April 1951 in Guadalajara, Jalisco) war ein gebürtiger spanischer Fußballspieler auf der Position eines Verteidigers. 

## Leben

Das von Bolumar mit entworfene Vereinslogo

Bolumar kam 1909 im Alter von 14 Jahren nach Mexiko, wo er in Veracruz an Land ging und sich bald darauf in Guadalajara niederließ. Irgendwann zwischen 1912 und 1915 schloss er sich dem noch jungen Club Deportivo Guadalajara an, dem er sein Leben lang verbunden blieb.
Zunächst spielte er als Innenverteidiger und war später auch Mannschaftskapitän, bis ihn am 3. Februar 1924 in einem Punktspiel der Liga Occidental ein Gegenspieler vom Club Marte (nicht zu verwechseln mit dem gleichnamigen Hauptstadtverein) so schwer verletzte, dass Bolumar einen doppelten Bruch im rechten Bein erlitt und Sportinvalide wurde. 
Er blieb seinem Verein aber weiterhin verbunden und entwarf etwa zur selben Zeit, als seine sportliche Laufbahn endete, gemeinsam mit dem zweifachen Vereinspräsidenten José Fernando „El Tata“ Espinosa das noch heute gültige Vereinswappen. Bolumar übte im Verein verschiedene Funktionen aus und legte diese erst 1945 nieder, als er ein Schreibwarengeschäft in der Avenida Juárez eröffnete.

## Stadtderby und Tod
Es ist überliefert, dass Bolumar eine große Abneigung gegen den Stadtrivalen Atlas Guadalajara hegte, die kaum von einem gebürtigen Tapatío in Reihen des Club Deportivo Guadalajara übertroffen werden konnte. So soll er in einem Clásico Tapatío des Jahres 1918 nach einem als unberechtigt empfundenen Strafstoß so wütend gewesen sein, dass er sich aus Protest mit dem Ball auf die Torlinie setzte und erst von seinen Mitspielern überzeugt werden musste, den Ball freizugeben, damit das Spiel fortgesetzt werden konnte.
33 Jahre später kam es in einem Stadtderby gegen Atlas erneut zu einem als unberechtigt empfundenen Strafstoß. Es war der vorletzte Spieltag der Saison 1950/51 und Atlas hatte die Chance, erstmals die mexikanische Fußballmeisterschaft zu gewinnen, was der Verein an jenem Tag durch einen 1:0-Sieg auch zum bisher einzigen Mal schaffte. Die Emotionen beim Club Deportivo Guadalajara kochten hoch; sowohl bei den Aktiven auf dem Rasen als auch bei den Fans auf der Tribüne. Am meisten aber regte sich Bolumar über diesen Strafstoß auf. Und zwar so sehr, dass er aufgrund eines Herzversagens auf der Tribüne des Parque Felipe Martínez Sandoval verstarb.

## Erfolge
- Meister von Jalisco: 1921/22, 1922/23